# Zuzana v lázni (opera)
Zuzana v lázni je komorní opera – autorským žánrovým označením „opera buffa di camera“ – o dvou dějstvích a pěti obrazech českého skladatele Vladimíra Soukupa z roku 1977. Libreto napsal na skladatelův námět dramaturg a režisér Rudolf Rouček. Premiéru opery uvedlo 18. ledna 1980 Slezské divadlo Zdeňka Nejedlého v Opavě.

## Vznik, charakteristika a historie
Pražský skladatel Vladimír Soukup (1930–2012) se věnoval z velké části instrumentální, od 70. let 20. století však rovněž hudebně-dramatické tvorbě, většinou ve spolupráci s Rudolfem Roučkem jako autorem textu. Z ní byly, a to s úspěchem, uvedeny balet François Villon a muzikál Slunce nad řekou (obojí roku 1976); ostatní (muzikály Zelená dolina a Oregon, balet Broučci) se na jeviště nedostaly. K provozování nebyly přijaty ani jeho opery, ať už shakespearovská Kleopatra z roku 1976 nebo sociálně-historická Rebelie (1980) psaná do soutěže ke 100. výročí otevření Národního divadla a věnovaná 60. výročí založení KSČ – s jedinou výjimkou Zuzany v lázni, kterou uvedlo roku 1980 opavské divadlo.
Zuzana v lázni je příkladem normalizační satiry; podle skladatele je to „komorní buffo-opera-satira na současné pseudoumělce“. Její děj autoři položili do 60. let 20. století, doby „krizového vývoje ve straně a společnosti“, kdy v době politického uvolnění řada výtvarných umělců opustila vnucenou estetiku socialistického realismu a obrátila se k modernějším uměleckým proudům. Takoví umělci jsou satirizováni v postavě malíře Radovana Zváry, kterému libreto vedle umělecké nemohoucnosti přisuzuje zhýralost, rozmařilost a hrabivost. Jeho dílo je na konci opery nejen odmítnuto oficiálním objednatelem, ale dokonce zničeno. V postavě tety Kláry jsou příznivci podobných umělců zesměšněni jako lehkověrní maloměšťáčtí snobové. Její neteř, studentka Zuzana, představitelka intelektuální mládeže, nejprve podléhá obdivu k podvratnému malíři, nakonec však prozře a zvolí vzorného socialistického člověka, mladého agronoma Michala, přes jeho stalking a sklony k agresi. Námět odráží názory a zkušenosti Vladimíra Soukupa, který se v době uvedení Zuzany v lázni ostře distancoval od skladatelů „Nové hudby“ 60. let 20. století, která podle něj přišla do Československa ze západní Evropy a především NSR, zatímco on se „nikdy […] nemohl přiklonit k módním tendencím vykonstruovaných experimentů a nechat se jimi infikovat“. Stěžoval si také, že v 60. letech byla oficiálními hudebními institucemi protežovaná „módní experimentální vlna“ a naopak ignorována jeho „výrazně politicky angažovaná“ Cantata futura z roku 1963. Opera Zuzana v lázni se s uměleckou avantgardou 60. let z tohoto pohledu vypořádává.
Slovy dramaturga a režiséra Vojtěcha Trapla (k jeho filmu Vítězný lid oslavujícímu komunistický puč roku 1948 napsal Soukup o pár let dříve hudbu) v deníku Rudé právo si Roučkovo libreto „bere na mušku různé podvodníky z oblasti umění, kteří pod rouškou módních extravagancí zastírají v podstatě svou tvůrčí neschopnost a antitalent. Satiricky zesměšňuje jisté formy maloměšťáctví, které u nás ještě přežívá.“ Hudební dramaturg Vítězslav Sýkora v kulturním časopise Tvorba přesto mínil, že „i když [libreto] nepostrádá smysl pro směšné stránky maloměšťáctví a pseudointelektualismu, nepodařilo se Roučkovi hlouběji prokreslit charaktery jednotlivých postav a z nich vyplývající dramatické situace. Libreto se tímto zploštěním prakticky ochuzuje o další prostor pro satirické šlehy.“
Zuzana v lázni má formu uzavřených hudebních čísel (árií, duet, ansámblů…) spojovaných mluvenými dialogy; každé dějství je zakončeno prokomponovaným finále. Podle hudebního dramaturga Vítězslava Sýkory nebo hudebního publicisty Tomáše Siničáka se jedná o „mozartovskou formu singspielu“, zatímco hudební skladatel a pedagog Ivan Kurz ji považuje spíše za operetní. V souladu se svými uměleckými zásadami („právě v socialismu by soudobá vážná hudba měla jít příkladem ostatnímu světu v úsilí o větší demokratičnost, o větší srozumitelnost, o hlubší humanitní ponor“), jak se projevily i zejména v jeho populárních baletech a muzikálech, usiloval Soukup v hudbě především o srozumitelnost pro posluchače. Sýkora tvrdil, že hudba Zuzany v lázni „využívá všech prostředků hudebního jazyka dvacátého století (rozšířená harmonie, přidané sekundy, kvartové a sekundové akordy), je veskrze sdělná a rytmicky zajímavá (ozývají se například i stylizované ozvěny jazzové rytmiky). Skladatel dokáže pracovat s hudebními kontrasty a má smysl pro gradaci a hudební vtip.“ „Širokou sdělnost“ a „vylehčenost“ Soukupova stylu podtrhuje i Siničák, který navíc připomíná výraznou diferenciaci postav a hudbu provázející rychlý spád děje „v širokých melodických klenbách i rychlých, rytmicky pulzujících sekvencích“. Také Trapl hovoří o působivých a moderních rytmech a melodiích a soudí, že Soukupův orchestr „zní pestrou paletou barev v moderní instrumentaci. […] Dá se říci, že skladatel […] tímto svým hudebně dramatickým dílem ukazuje, kudy může také vést cesta soudobé opery.“
Zuzana v lázni v podání opavského divadla byla divácky i kriticky úspěšná, žádné jiné divadlo se jí však dosud neujalo, i když ji na sezónu 1981/1982 původně plánovala opera Divadla Jozefa Gregora Tajovského v Banské Bystrici.

## Osoby a první obsazení
| osoba                        | hlasový obor | premiéra (18. ledna 1980)             |
| ---------------------------- | ------------ | ------------------------------------- |
| Zuzana, studentka            | soprán       | Věra Smolková                         |
| Klára, její teta             | alt          | Eva Klečková / Alena Španihelová      |
| Radovan Zvára, malíř         | baryton      | Karel Smolka                          |
| Michal, student-agronom      | tenor        | Lubor Malík / Vladimír Němec          |
| Lucie, pokojská v hotelu     | mezzosoprán  | Helena Klašková / Jarmila Vidlářová   |
| Vozáb, věřitel               | baryton      | Vladislav Gřonka / Vladislav Zápražný |
| Vrátný v hotelu              | bas          | Josef Fryščák / Václav Paclík         |
| Dirigent: Oldřich Bohuňovský |              |                                       |
| Režie: Martin Dubovic        |              |                                       |
| Scéna: Milan Čech            |              |                                       |

## Děj opery
Odehrává se v nejmenovaných československých lázních v 60. letech 20. století.

### 1. dějství
(1. obraz – Vstupní hala v hotelu) Do hotelu v malých českých lázních přijíždí paní Klára a její neteř Zuzana. Vybraly si k rekreaci tyto lázně a právě tento hotel, protože se zde zdržuje moderní malíř Radovan Zvára, jehož obě zbožňují. Ten dostal od lázeňské správy zakázku na namalování velkého obrazu do vstupní haly na biblický námět „Zuzana v lázni“. Obě ženy se těší, že se s malířem shledají. Po nich přijíždí student agronomie Michal, Zuzanin bývalý milenec. Zuzana se s ním rozešla, ale Michal ji skrytě sleduje až sem, a když zjistí, že všechny pokoje v hotelu jsou obsazeny, nabídne se jako brigádník, aby si zajistil přístup ke své bývalé dívce.
(2. obraz – Lázeňský park) V parku Zuzana narazí na malíře Zváru a dává se s ním do řeči. Ten je zájmem mladé dívky potěšen; nejen je vhodným předmětem lázeňského flirtu, ale mohla by mu zdarma stát modelem pro jeho obraz. Pozve ji proto na příští ráno do svého ateliéru a Zuzana souhlasí. Zhrzený Michal, který Zuzanu sleduje, na Zváru zaútočí, ale násilnému střetu zabrání vrátný, který posílá Michala v rámci jeho brigádnických úkolů pro zavazadla nových hostů na nádraží. Michal pokynu zdráhavě uposlechne a Zvára se Zuzanou potvrzují smluvenou schůzku.
(3. obraz – Malířský ateliér) Zvára maluje a k tomu mu pózuje pokojská Lucie. Tu se ozve zaklepání a malíř rychle Lucii ukryje: přichází mu totiž stát modelem Zuzana. Marně se jí Zvára snaží vysvětlit, že dnes pro indispozici tvořit nemůže, Zuzana ho neposlouchá a svléká se. Jen co to dokončí, musí se sama schovat, protože vstupuje její teta. Klára obdivuje Zvárovy avantgardní obrazy natolik, že se brzy sama téměř obnaží. Zvára si zoufá, že dnes opravdu nemá inspiraci, a snaží se všech žen nenápadně zbavit.
Na třech rádoby modelkách nezůstane. Dalším hostem je Michal, který pátrá po Zuzaně. Klára i Zvára se ukryjí a Michl odejde s nepořízenou. Vzápětí ho však vystřídá vrátný s malířovým věřitelem Vozábem, který je důkladnější než mladý agronom: prohledá pečlivě ateliér a nalezne postupně tři spoře oděné ženy a nakonec i Zváru ve skříni. Ten rychle vyrazí, ale únik před věřitelem mu překazí zátěž v podobě Kláry, která se mu oddaně pověsí na krk jako živá záštita.

### 2. dějství
(4. obraz – Klářin a Zuzanin pokoj v hotelu) Mrzutá Zuzana se zlobí sama na sebe, že podlehla svodům tak přelétavého muže. K témuž závěru došla pokojská Lucie a obě ženy se navzájem sestersky utěšují. Jen Klára zůstává malíři oddána, ačkoli ji rozrušilo zesměšnění, jemuž se vystavila ve Zvárově ateliéru.
Ve dveřích se objeví Zvára s kyticí květů. Přišel sice původně za Zuzanou, ale když se na něj vrhne Klára, prosí ji za odpuštění a pohotově jí vyznává lásku tak vášnivě, že je odměněn Klářinou vkladní knížkou na 20 000 Kčs. Za to líbá Kláru na posteli tak náruživě, že když to spatří Zuzana vrátivší se z koupelny, začne volat o pomoc proti znásilnění. Klára neteři za její zásah vyhubuje a nadurděně se odchází upravit. Zvára ihned odprošuje Zuzanu a vyznává lásku jí, přičemž jí v pokleku vnucuje recyklovaný pugét. V tomto okamžiku je překvapí Michal nesoucí vlastní kytici. Vzplanou hádky a nedorozumění, ještě znásobené po návratu tety, a Zuzana rozzlobená chováním všech tří ostatních popuzeně opouští pokoj.
(5. obraz – Lázeňský park) Zvára se domníval, že si na chvíli oddechne, ale v parku ho dostihne Vozáb. Jeho pohledávku malíř po delší hádce uspokojí Klářinou vkladní knížkou. Opodál se mezitím nevysvětlitelně usmíří Michal se Zuzanou. Kláře, která se zajímá o osudu své knížky, se malíř holedbá, že záhy dostane třicet tisíc korun za obraz odevzdaný lázeňské správě. Jenže vrátný právě přináší dopis od ředitelství, že obdržený obraz je příliš experimentální. Ředitelství proto odmítá malíři vyplatit smluvený honorář a uvoluje se uhradit jen pět tisíc na pokrytí jeho dosavadních nákladů. Lucie přináší doličný předmět – abstraktní malbu Zuzany a dvou starců. Přítomní ho označí za mazaninu a malíře urážejí; i Klára prozře a plátno zničí, aby ho Zvára nemohl uplatnit jinde. Opera končí zaslouženým výsměchem modernímu výtvarnému umění i jeho tvůrcům.

## Instrumentace
Flétna, hoboj, klarinet, basklarinet, fagot; dva lesní rohy, trubka, pozoun; bicí souprava, klavír; smyčcové nástroje (housle, violy, violoncella, kontrabasy).